# Sigmops
Genre
Sigmops est un genre de poissons de l'infra-classe des téléostéens (Teleostei).

## Liste d'espèces
Selon FishBase (13 septembre 2015) :
- Sigmops bathyphilus (Vaillant, 1884)
- Sigmops ebelingi (Grey, 1960)
- Sigmops elongatus (Günther, 1878)
- Sigmops gracilis (Günther, 1878)
- Sigmops longipinnis (Mukhacheva, 1972)